# ناچس (آریزونا)
ناچس (به انگلیسی: Natches) یک منطقهٔ مسکونی در ایالات متحده آمریکا است که در آریزونا واقع شده‌است. ناچس ۷۸۰ متر بالاتر از سطح دریا واقع شده‌است.